# 确善能
Koscina公司（Cosina有限公司）是一家民用光学仪器生产公司。总部设在长野县中野市大字吉田1081号。最开始叫Niko,1973年更名为Cosina.

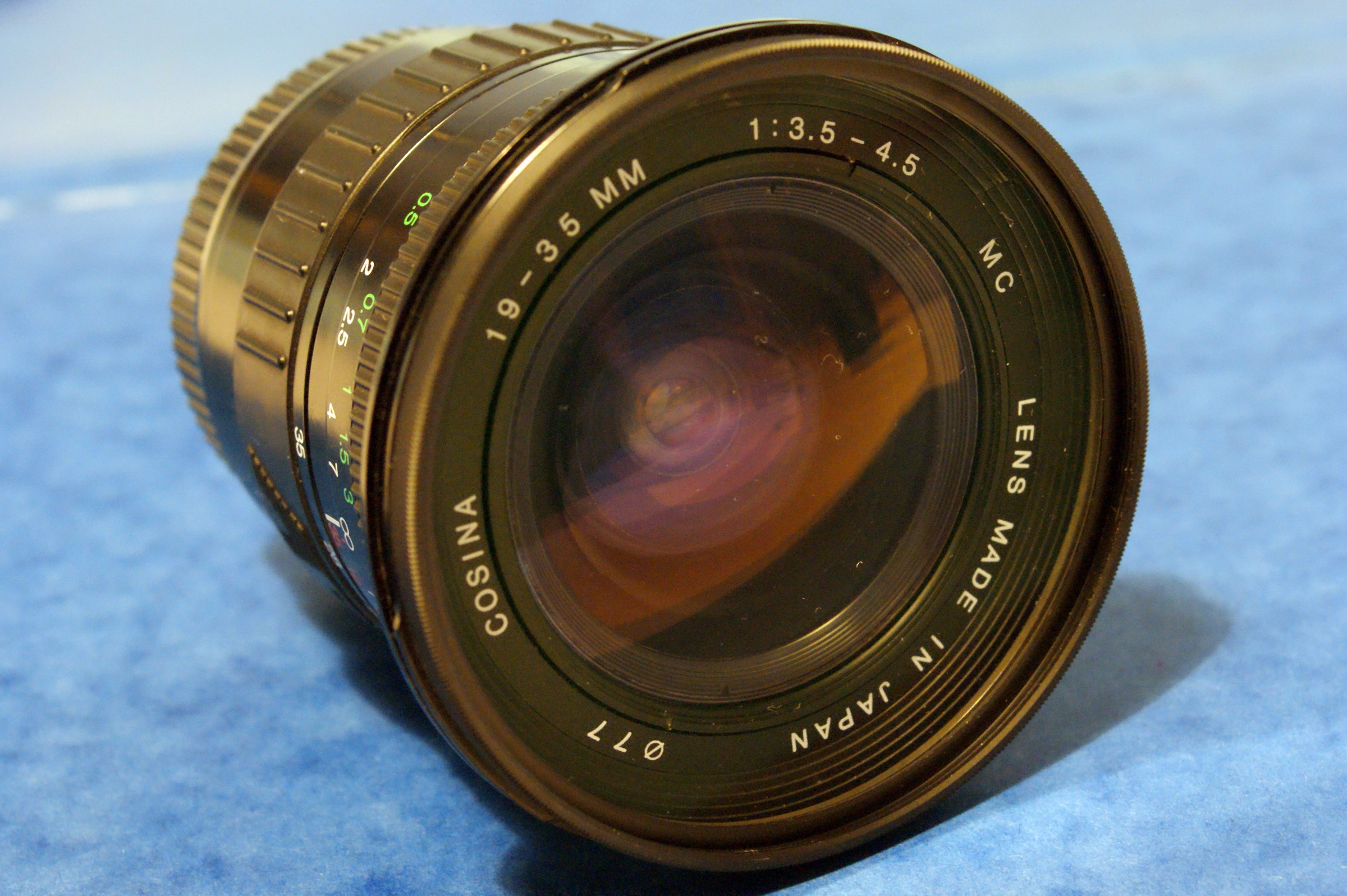
Cosina 19-35 f/3.5-4.5 AF lens

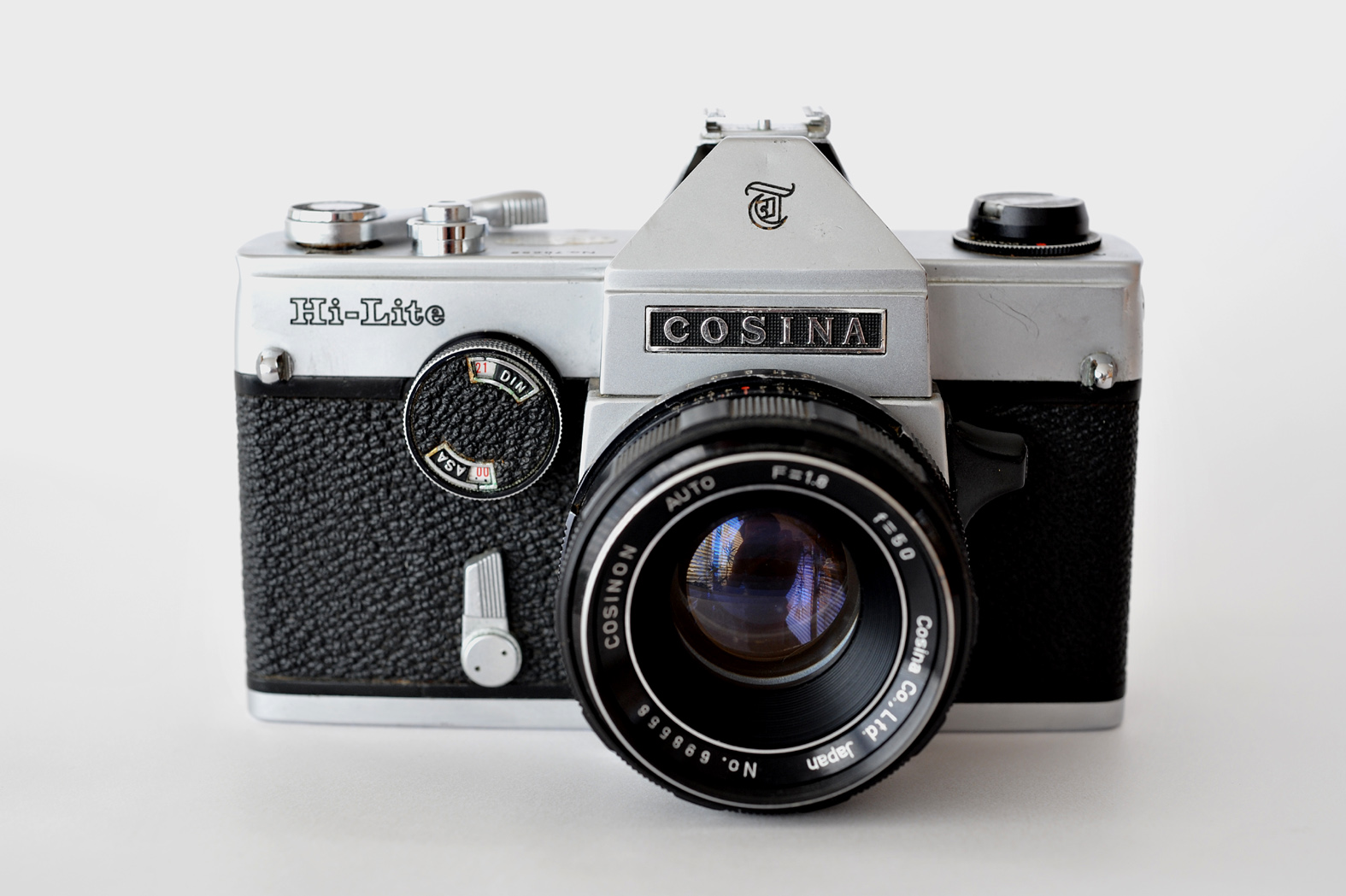
Cosina Hi-Lite

主要生产18毫米-280毫米的各种卡口的单反镜头。本身的牌子不是很有名气，但是确善能公司为很多厂商提供OEM产品。包括：蔡司，徕卡，福伦达等等。

## 发展
- 1973 年 Niko 公司更名为 Cosina。Cosi 为 Koshi 发音，是公司创始人小林文治郎位于中野市的家乡。na 是长野县 Nagano 的前面两个字母。所以 Cosina 意为长野县 Koshi 地区。
- 1982 年开始生产各种不同卡口单反相机用的镜头。1991 年开时生产玻璃铸模非球面透镜。1996 年开始生产塑料铸模非球面镜头。1997 年开始生产数码相机。在此前后，Cosina 开始为 Leica 生产 M39 螺口广角和超广角不能和取景器连动的镜头，并且还有一部配套的机身。
- 1999 年，Cosina 取得了福伦达 的授权开始生产 Bessa L 旁轴机身和 25mm f4，15mm f4.5 镜头。继而又生产了 12mm f5.6 最广角的 35mm 全幅镜头。可见 Cosina 的功力非同小可。

## 链接
- Cosina